# Christian Ramota
Christian Ramota (Koln, 14 de abril de 1973) é um ex-handebolista profissional alemão, atuava como goleiro.